# 香港—北韓關係
香港與朝鮮關係（：／ Hongk'ong-Chosŏn Kwan-gye */?）是指香港和朝鮮民主主義人民共和國之間的双边关系。

## 歷史
從1948年朝鮮民主主義人民共和國建立後一直到1997年香港回歸並成為中國的特別行政區這段時間，兩地毫無官方关系。在韓戰和冷战時，双方都在敵對的两侧。香港作为英國的殖民地，屬於美國領導的资本主义陣營，而朝鲜民主主义人民共和国則是屬於苏联領導的社會主義陣營。香港在20世纪上半叶開始針對東方集團實施禁運，不允许北韓派貿易代表團到香港。
香港回歸後，北韓憑藉其與北京的外交關係，在1999年8月31日派出4人組成的先遣團隊赴港進行總領事館籌建工作，署理總領事安俊根（안준근）於9月1日至中華人民共和國外交部駐香港特派員公署會晤該署領事部官員。2000年2月16日，總領事館正式於香港島灣仔開館。2023年11月，北韓关闭驻香港总领事馆。

## 脫北者
香港曾多次公開庇護脫北者。香港回歸前在1996年，一個16人的家庭經由中國從北韓逃往香港，當中一名孕婦和5名小孩聲言尋求政治庇护，而港英政府當時協助他們前往大韓民國。
回歸後首次則是在2016年七月底。一名北韓派至香港科技大學參加国际奥林匹克数学竞赛的代表逃到了位在夏慤道遠東金融中心5樓的大韓民國駐香港總領事館。這名脫北者於香港逗留80餘日後，在2016年9月24日赴韓國。

## 綁架事件
在1978年，大韓民國演員崔銀姬來到香港時，遭到北韓特務綁架，之後其前夫，導演申相玉來港調查期間亦被綁架，兩人先後被運至北韓。事件由時任朝鮮勞動黨中央政治局委員金正日親手策劃，目的是要為北韓發展電影工業。後來至1986年，兩人借前往柏林影展的機會，趁機逃到維也納的美国大使馆，向美國申請政治庇護。

## 經濟關係
香港和北韓在國際上會合作有關於社會和文化方面的事務。儘管香港是一個自由市場經濟體，北韓則採計劃經濟，但香港成功的經濟被北韓視為典範，用來建設新義州特別行政區，自1997年以來，這個50平方英里的地區正在被朝鮮民主主義人民共和國政府改造為一個自由貿易區。许多人認為新義州將成為北韓未來的香港。但在2002年被朝鲜政府委任为新义州特别行政区长官的杨斌被中国政府逮捕后新义州特别行政区的建设陷入停滞。

## 交流
2018年3月，香港足球代表隊支持者就獲准在平壤金日成競技場為作客的港隊打氣，在平壤，作客球隊球迷一般只准觀賽，不准為其支持的球隊打氣，但香港隊則屬例外。
北韓駐港總領事张成铁（장성철）近年開始應邀出席每年佛誕在長洲舉行的太平清醮活動。